# Willy Müller-Brittnau
Willy Müller-Brittnau (* 3. August 1938 in Winterthur; † 8. Juli 2003 in Oftringen) war ein Schweizer Maler und Plastiker.

## Leben und Werk
Der junge, in Winterthur aufgewachsene Künstler arbeitete als Retoucheur in Zofingen. Den Beruf hatte er aus familiären Gründen erlernt, obwohl er nach dem Vorkurs an der Kunstgewerbeschule Zürich 1954/1955 lieber Künstler geworden wäre. Bis 1963 behielt er den Brotberuf bei, daneben malte er und gehörte bis 1965 zur Freien Gruppe Zofingen.
1958 wurde die Begegnung mit dem amerikanischen Action Painting zum Schlüsselerlebnis: er entwickelte eine geometrische Bildsprache, für die er über die Schweiz hinaus Beachtung fand.
1976 folgte der Bruch: Er schüttete alle Farben zusammen und übermalte die im Atelier verbliebenen Leinwände schmutzig-schwarz. Für ihn waren das keine Bilder, sondern Attitüden. Zu jeder Leinwand gehörte ein kurzer Text, z. B. «das un-mögliche wagen».
Nach einer Malpause entstanden gegen 1980 heftige, gestische Bilder, die sich mit den Jahren wieder zu geometrischen Kompositionen verdichteten. Neben Malerei, Zeichnung und Druckgrafik schuf er zahlreiche plastische Arbeiten und entwickelte Farbgestaltungen für Bauten. Zudem arbeitet er für Wettbewerbsprojekte mit dem Bildhauer Albert Siegenthaler zusammen. 

### Name
In den 1960er-Jahren lebte Willy Müller in Brittnau. Der damalige Basler Museumsdirektor Franz Meyer nannte ihn deshalb zur Unterscheidung von Namensvettern Müller-Brittnau. Der Name blieb, auch als der Künstler nach Oftringen zog. Seine Werke signierte Müller-Brittnau damals mit w. müller-brittnau. Ab 1983 wechselte der Künstler zudem die Schreibweise seines Vornamens von Willy zu Willi. Seine Signatur kürzte er zu w.m.b.

### Nachlass
Die Witwe des Künstlers, Doris Müller, pflegt den grossen Nachlass im gemeinsamen Wohnhaus in Oftringen. Im Rahmen einer Privatausstellung sind die Werke auf Anfrage zugänglich.

## Ausstellungen (Auswahl)

### Einzelausstellungen
- 1965–1970: Galerie Bischofberger, Zürich (verschiedene Ausstellungen in Deutschland und Italien)
- 1965–2001: Galerie Riehentor, Basel (ständige Vertretung)
- 1969: Kunstverein Kassel, Kassel
- 1969, 1971, 1974: Galerie Krebs, Bern
- 1969, 1973: Galerie Reckermann, Köln
- 1973: Kunstgesellschaft Zug, Zug
- 1973: Musée des Beaux-Arts, Grenoble
- 1977: Galerie Pa Szepan, Gelsenkirchen
- 1977, 1983: Galerie Bossin, Berlin
- 1982: Kunsthaus Aarau, Aarau
- 1986, 1988, 1993, 1997: Galerie Elisabeth Staffelbach, Lenzburg
- 1990, 1996, 2003: Kunsthaus Zofingen, Zofingen
- 1997: Stadthaus Olten, Olten
- 1998: Galerie Fahlbusch, Mannheim
- 2002: Galerie GZ 8, Zürich

### Gruppenausstellungen
- 1966: Konkrete Schweizer Kunst, Kunsthaus Luzern
- 1966: Galerie Zwirner, Köln
- 1967: 9. Biennale, Tokio
- 1967: Formen der Farbe, Kunsthalle Bern
- 1968: Wege und Experimente, Kunsthaus Zürich
- 1969: Junge Schweizer Kunst, Stedelijk Museum, Amsterdam
- 1969: 1. Biennale, Nürnberg
- 1969: Salon den Mai, Paris
- 1970: 5. Schweizer Plastikausstellung, Biel: Grosser Rahmen (Stahl, 1970, mit Albert Siegenthaler (1938–1984))[2] und Drei Rahmen (dito)[3]
- 1971: The Swiss Avant-Garde, Cultural Centre, New York
- 1973: Kunstmacher 1973, Museum zu Allerheiligen, Schaffhausen
- 1974: Six Swiss Artists, Emmerich Gallery, New York
- 1974: Swiss Concrete Art, Texas University Museum
- 1986: XLII. Biennale, Venedig
- 2005: Gemalt, geschnitten, geklebt, Stadthaus Olten

### Kunst am Bau
- 1969/1970: Kirche Urdorf
- 1970: Kantonsspital Aarau (Plastik)
- 1970/1972: Gemeindezentrum Emmenbrücke
- 1973/1974: Primarschulhaus Niederlenz
- 1974: Kantonsspital Aarau[4]
- 1974/1975: Primarschulhaus Langwiesen Winterthur[5]
- 1975: Gewerbeschulhaus Biel
- 1978: Institut für Hirnforschung Zürich
- 1982: SBB-Werkhalle Olten
- 1983/1984: SBG-Devisenzentrum Zürich
- 1986: Hauptbahnhof Winterthur
- 1988: Hauptpost Aarau (Plastik), abgebaut 2013[6]
- 1991: Gewerbeschule Aarau
- 1991: Kreisspital Muri
- 1994: Neue Kantonsschule Aarau
- 1994: Schulhaus Niederlenz
- 1996: SBB-Generaldirektion Bern

### Bildbände
- 1984: Müller-Brittnau. Text: Katherina Vasella. Waser Verlag, Buchs-Zürich, ISBN 3-908080-08-8.

### Kataloge (Auswahl)
- 1997: Katalog zur Ausstellung im Stadthaus Olten. Text: Peter Killer.
- 2005: Gemalt, geschnitten, geklebt. Kunstverein Olten. Text: Peter Killer.